# Le Theil-Bocage
Le Theil-Bocage és un municipi francès situat al departament de Calvados i a la regió de Normandia. L'any 2007 tenia 266 habitants.

## Demografia

### Població
El 2007 la població de fet de Le Theil-Bocage era de 266 persones. Hi havia 107 famílies de les quals 21 eren unipersonals (21 dones vivint soles i 21 dones vivint soles), 45 parelles sense fills, 29 parelles amb fills i 12 famílies monoparentals amb fills.
La població ha evolucionat segons el següent gràfic:
Habitants censats

### Habitatges
El 2007 hi havia 133 habitatges, 108 eren l'habitatge principal de la família, 21 eren segones residències i 4 estaven desocupats. 131 eren cases i 1 era un apartament. Dels 108 habitatges principals, 77 estaven ocupats pels seus propietaris, 30 estaven llogats i ocupats pels llogaters i 1 estava cedit a títol gratuït; 9 tenien dues cambres, 24 en tenien tres, 24 en tenien quatre i 51 en tenien cinc o més. 82 habitatges disposaven pel capbaix d'una plaça de pàrquing. A 47 habitatges hi havia un automòbil i a 51 n'hi havia dos o més.

### Piràmide de població
La piràmide de població per edats i sexe el 2009 era:
| Homes | Edats   | Dones |
| ----- | ------- | ----- |
| 0     | 95 o +  | 0     |
| 0     | 90 a 94 | 0     |
| 4     | 85 a 89 | 0     |
| 12    | 80 a 84 | 0     |
| 4     | 75 a 79 | 12    |
| 0     | 70 a 74 | 4     |
| 8     | 65 a 69 | 4     |
| 8     | 60 a 64 | 12    |
| 4     | 55 a 59 | 4     |
| 8     | 50 a 54 | 4     |
| 16    | 45 a 49 | 4     |
| 8     | 40 a 44 | 8     |
| 16    | 35 a 39 | 12    |
| 0     | 30 a 34 | 8     |
| 8     | 25 a 29 | 4     |
| 8     | 20 a 24 | 0     |
| 4     | 15 a 19 | 4     |
| 12    | 10 a 14 | 16    |
| 12    | 5 a 9   | 4     |
| 8     | 0 a 4   | 8     |

## Economia
El 2007 la població en edat de treballar era de 158 persones, 104 eren actives i 54 eren inactives. De les 104 persones actives 88 estaven ocupades (47 homes i 41 dones) i 16 estaven aturades (8 homes i 8 dones). De les 54 persones inactives 23 estaven jubilades, 11 estaven estudiant i 20 estaven classificades com a «altres inactius».

### Ingressos
El 2009 a Le Theil-Bocage hi havia 107 unitats fiscals que integraven 256 persones, la mediana anual d'ingressos fiscals per persona era de 13.408,5 €.

### Activitats econòmiques
Dels 4 establiments que hi havia el 2007, 2 eren d'empreses de construcció, 1 d'una empresa de transport i 1 d'una entitat de l'administració pública.
L'únic servei als particulars que hi havia el 2009 era un paleta.
L'únic establiment comercial que hi havia el 2009 era una botiga de roba.
L'any 2000 a Le Theil-Bocage hi havia 18 explotacions agrícoles que ocupaven un total de 324 hectàrees.

## Poblacions més properes
El següent diagrama mostra les poblacions més properes.